# Aguyane
« Aguyane » est une variété de châtaignier dominante dans les châtaigneraies anciennes du sud de l'Ardèche (cantons de Joyeuse, Largentière, Les Vans).
Aussi appelée Aiguillonne, Guyane ou encore guyonne, les producteurs dénomment leurs arbres aguyots ou guyots.
Cette variété produit des châtaignes pointues de taille moyenne, bonnes en marron grillé mais à épluchage difficile. Aguyane donne l'un des plus mauvais bois qui soit, toujours altéré parfois rougeâtre, presque pourri à partir de tout petits diamètres (15 à 20 centimètres parfois moins). La variété étant très sensible à l'endothia, elle est de moins en moins cultivée.

## Culture
L'arbre de vigueur moyenne est bien adapté aux situations sèches et ensoleillées.
Aire de culture Ardèche entre 200 et 400 m d'altitude. Épicentre : Sainte-Marguerite-Lafigère.